# Ariccia
Ariccia (en latín Aricia) es un municipio italiano de la ciudad metropolitana de Roma Capital, en la región del Lacio (Latium). Situado en los montes Albanos, forma parte de los suburbios de la ciudad de Roma, y se encuentra dentro de los límites del parque regional conocido como el «Parco Regionale dei Castelli Romani».
Ariccia es famosa por su porchetta (preparación de cerdo asado con base en una excelente receta local), así como por sus apreciados vinos. La comuna de Ariccia incluye las frazioni de Vallericcia y Cecchina. Limita con los municipios de Albano Laziale, Aprilia (LT), Ardea, Genzano di Roma, Lanuvio, Nemi, Rocca di Papa

## Historia

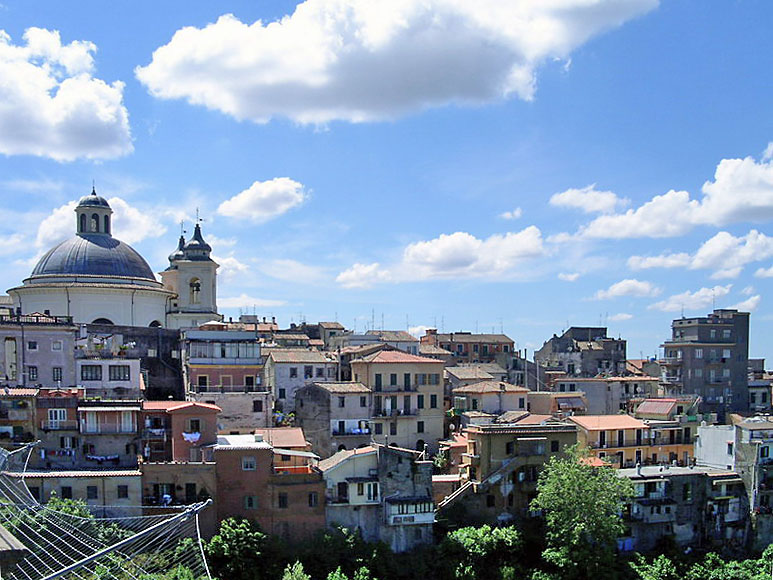
Vista de Ariccia desde el puente

De acuerdo a una vaga noticia de Cayo Julio Solino, Ariccia fue fundada por Arquíloco Siculo en épocas muy remotas. Restos arqueológicos encontrados en la ciudad confirman la existencia de un asentamiento datado en los siglos IX a VIII a. C. Más tarde, la ciudad fue miembro de la Liga Latina, y en su territorio, que englobaba el lago de Nemi, fue construido el santuario de Diana Aricina (o Diana Nemorensis), erigido entre todas las ciudades latinas, y presidido por un sacerdote conocido como Rex Nemorensis, famoso por la obra de La rama dorada (The Golden Bough) de James Frazer. 
Bajo sus murallas se desarrolló la batalla de Aricia (506 a. C.) descrita por Tito Livio, en la que los habitantes de Ariccia, aliados con los Cumanos de Aristodemo, derrotaron a los etruscos conducidos por Arus, hijo de Lars Porsenna.
Ariccia fue definitivamente conquistada por los romanos en el siglo IV a. C.; recibiendo entonces la categoría de municipium, y expandiéndose hacia el valle inferior, en el que la vía Apia la conectaba con Roma. Ariccia se convirtió en la principal estación de paso en el camino desde Roma hacia la Italia del sur. Su vecindad con Roma y la belleza del lugar, favorecieron que Ariccia fuese escogida por muchos de los patricios romanos para construir allí sus villas de recreo, de las cuales aún hoy se conservan numerosos restos.
Situada en una posición estratégica, la ciudad fue saqueada varias veces durante las invasiones bárbaras del Imperio romano por godos, vándalos y, finalmente, por los sarracenos, que la destruyeron en el año 827. Debido a ello, sus habitantes se trasladaron a la antigua acrópolis (o ciudadela), donde fundaron una nueva comunidad.

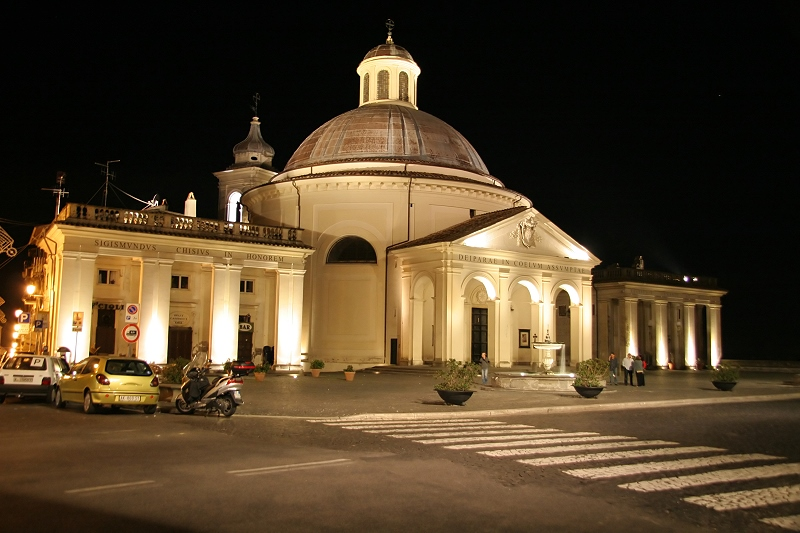
Iglesia de Santa María de la Asunción.

En el 990, el Castrum Ariciensis ("El castillo de Ariccia") era un dominio de Guido, conde de Túsculo. Durante el reinado del papa Nicolás II, el castillo se convirtió en propiedad de los Estados Pontificios, de quienes a su vez pasaron de nuevo al condado de Túsculo como feudo (año 1116). La Iglesia Romana volvió a recuperar Ariccia en el año 1223, con el papa Honorio III, de la familia Savelli, y lo mantuvo en su poder hasta la primera mitad del siglo XV.
Ariccia comenzó sin embargo a despoblarse, y después de un periodo bajo la administración del castillo de Lariano, pasó al distrito de Genzano, que registró sólo 100 personas en Ariccia. Sobre el año 1400, todo el territorio se convirtió en propiedad del monasterio de Sant Anastasio delle Tre Fontane, y, después de un breve periodo bajo el dominio de los Savelli, fue cedido a la abadía de Grottaferrata.
El papa Sixto IV entregó Ariccia a los Savelli, quienes llevaron a cabo diversos trabajos para mejorar su situación, incluyendo la desecación del lago de Vallericcia, situado en el valle. En el año 1661, la ciudad pasó a poder de la poderosa familia Chigi, que hizo construir el espléndido Palazzo Savelli Chigi que domina la plaza principal, en el cual se hallaban alojados los archivos Chigi, de valor incalculable. El papa Alejandro VII, de la familia Chigi, vivió durante largos periodos en Ariccia, y cambió drásticamente su calidad urbanística, con la importante contribución de Gian Lorenzo Bernini, a quien debemos la bella plaza principal y la iglesia de la Asunción (Assunta en italiano) que está enfrente del Palazzo.
En el año 1854, el papa Pío IXX ordenó la construcción de un puente que permitía superar el gran bosque del valle, actualmente conocido como el parque Chigi, que hasta entonces había dificultado el acceso a Ariccia desde Roma a lo largo de la Vía Apia. El puente fue destruido junto a gran parte de la ciudad durante los bombardeos de la Segunda Guerra Mundial. Reconstruido en 1947, se derrumbó repentinamente en el año 1967, y hubo de ser reconstruido una vez más.

## Demografía
| Gráfica de evolución demográfica de Ariccia entre 1861 y 2001 |
|                                                               |
| Fuente ISTAT - elaboración gráfica de Wikipedia               |

## Patrimonio

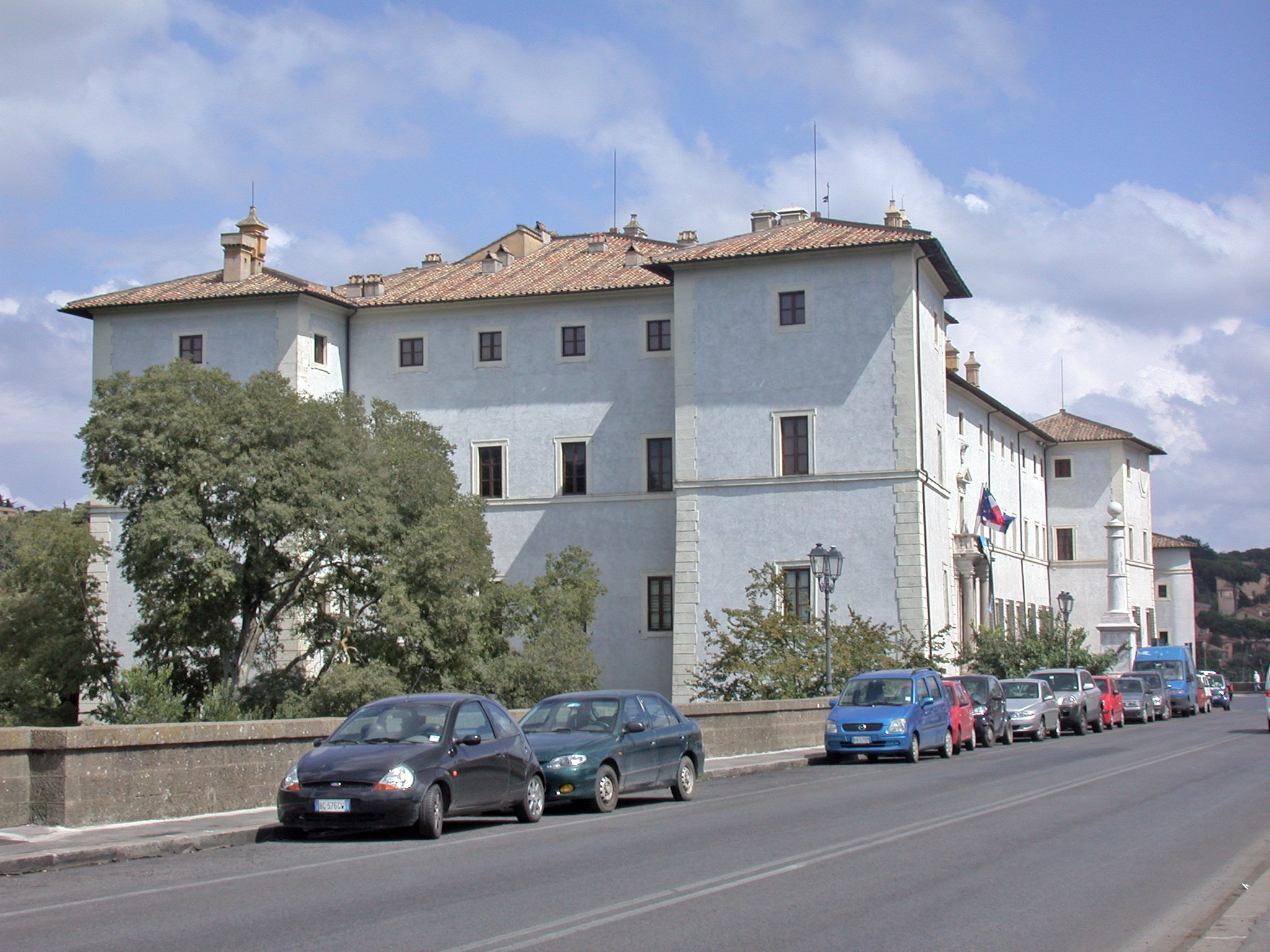
Palazzo Chigi

El lugar más digno de mención de Ariccia es la entrada desde el famoso puente, que lleva a la plaza barroca de Bernini. Entre sus principales monumentos que se pueden observar destacan:
- El Palazzo Savelli Chigi, cuyas habitaciones perfectamente restauradas son famosas como decorado de muchas películas históricas.
- La iglesia de la Asunción (Assunta) de Bernini, coronada por una cúpula inspirada en el Panteón. En su interior el ábside se halla un notable freso de Borgognone.
- La Fontana delle Tre Cannelle, que durante un tiempo se pensó que contenía la tumba del Simón el Mago (Simon Magus en latín).

Otros monumentos a destacar son la Porta Romana, también de Bernini, y, a 2 km de la ciudad, el venerado santuario de la Madonna del Galloro, con la fachada de Bernini. Este es el punto de llegada de una procesión religiosa que se lleva a cabo cada 8 de diciembre, conocida como la "Procesión de la Señora" ya que es presidida por una mujer joven.
El área de Ariccia alberga muchos hallazgos arqueológicos como la villa del emperador romano Vitelio, los restos de la Via Apia Antica, además de los de los antiguos templos del monte Cavo y de la ribera del lago Nemi.

## Ciudades hermanadas
- Cournon, Francia
- Lichtenfels, Alemania
- Prestwick, Reino Unido